# Hesperantha purpurea
Hesperantha purpurea är en irisväxtart som beskrevs av Peter Goldblatt. Hesperantha purpurea ingår i släktet Hesperantha och familjen irisväxter. Inga underarter finns listade i Catalogue of Life.